# Platja de Sant Pol (Sant Pol de Mar)
La platja de Sant Pol és una platja urbana de la costa del Maresme, situada al municipi de Sant Pol de Mar (Maresme), davant l'escullera de protecció de la línia ferroviària. Ubicada entre la platja de Can Villar i la platja de les Barques, té una longitud de 285 m i una amplada variable.